# Girlsway
Girlsway — американская порнографическая киностудия, занимающаяся производством фильмов в жанре лесбийского порно.

## История
Была основана в октябре 2014 года FameDollars, дочерним подразделением Gamma Entertainment. Дистрибуцией фильмов студии занимается Girlfriends Films.
В январе 2016 года произведенный студией фильм The Business of Women получил премию XBIZ Award в категории «Лесбийский фильм года». Через год фильм Missing: A Lesbian Crime Story был удостоен двух премий AVN Awards в категориях «Лучшая лесбийская сцена» и «Лучший лесбийский фильм». Также фильм Little Red: A Lesbian Fairytale получил две премии XBIZ Award в следующих категориях: «Лесбийский полнометражный фильм года» и «Лучший монтаж». В январе 2018 года сайт Girlsway.com был удостоен премии XBIZ Award в категории «Лесбийский сайт года». Через год сайт был повторно удостоен премии XBIZ в той же категории.
В октябре 2019 года фильм Fantasy Factory: Wastelands выигрывает премию NightMoves Award в категории «Лучший лесбийский фильм» (выбор поклонников). В январе 2021 года сайт в третий по счёту раз награждён премией XBIZ Award в категории «Лесбийский сайт года».

## Награды и номинации
| Год  | Награда          | Результат | Категория                                                                             |
| ---- | ---------------- | --------- | ------------------------------------------------------------------------------------- |
| 2016 | AVN Award        | Номинация | Лучший веб-сайт с членской подпиской                                                  |
| 2016 | AVN Award        | Номинация | Лучший новый бренд                                                                    |
| 2016 | NightMoves Award | Номинация | Лучшая производственная компания                                                      |
| 2016 | XBIZ Award       | Номинация | Лучшая новая студия                                                                   |
| 2016 | XBIZ Award       | Номинация | Порносайт года — студийный                                                            |
| 2017 | AVN Award        | Номинация | Лучшая маркетинговая кампания — имидж компании                                        |
| 2017 | AVN Award        | Номинация | Лучший веб-сайт с членской подпиской                                                  |
| 2017 | Spank Bank Award | Номинация | Веб-сайт года                                                                         |
| 2017 | Spank Bank Award | Номинация | Производственная студия года                                                          |
| 2017 | XBIZ Award       | Номинация | Порносайт года — студийный                                                            |
| 2017 | XBIZ Award       | Номинация | Студия года                                                                           |
| 2018 | AVN Award        | Номинация | Лучшая маркетинговая кампания — имидж компании                                        |
| 2018 | AVN Award        | Номинация | Лучшая маркетинговая кампания — индивидуальный проект (за Girlsway Girl of the Month) |
| 2018 | NightMoves Award | Номинация | Лучшая производственная компания                                                      |
| 2018 | Spank Bank Award | Номинация | Платный веб-сайт года                                                                 |
| 2018 | Spank Bank Award | Номинация | Производственная студия года                                                          |
| 2018 | XBIZ Award       | Победа    | Лесбийский сайт года                                                                  |
| 2018 | XBIZ Award       | Номинация | Маркетинговая кампания года (за Girlsway Girl of the Month/Year)                      |
| 2018 | XCritic Award    | Номинация | Лучший веб-сайт с членской подпиской                                                  |
| 2018 | XCritic Award    | Номинация | Студия года                                                                           |
| 2018 | XRCO Award       | Номинация | Наиболее высококачественный (High-End) веб-сайт                                       |
| 2019 | AVN Award        | Номинация | Лучшая маркетинговая кампания — имидж компании                                        |
| 2019 | Fleshbot Award   | Номинация | Лучший платный сайт                                                                   |
| 2019 | NightMoves Award | Номинация | Лучшая производственная компания                                                      |
| 2019 | XBIZ Award       | Победа    | Лесбийский сайт года                                                                  |
| 2020 | NightMoves Award | Номинация | Лучшая производственная компания                                                      |
| 2020 | XBIZ Award       | Номинация | Лесбийский сайт года                                                                  |
| 2020 | XCritic Award    | Номинация | Лучший веб-сайт с членской подпиской                                                  |
| 2021 | XBIZ Award       | Победа    | Лесбийский сайт года                                                                  |
| 2022 | XBIZ Award       | Победа    | Лесбийский сайт года                                                                  |
| 2024 | XBIZ Award       | Победа    | Лесбийский сайт года                                                                  |

## Девушки Girlsway
С января 2015 года по декабрь 2019 года сайт ежемесячно выбирал девушек месяца (Girls of the Month, GOTM). Также в конце каждого года сайт выбирал девушек года (Girls of the Year, GOTY).

### Девушки месяца
| Год  | Январь           | Февраль         | Март            | Апрель         | Май           | Июнь             | Июль             | Август          | Сентябрь       | Октябрь       | Ноябрь      | Декабрь      |
| ---- | ---------------- | --------------- | --------------- | -------------- | ------------- | ---------------- | ---------------- | --------------- | -------------- | ------------- | ----------- | ------------ |
| 2015 | Лола Фокс        | Шайла Дженнингс | Саманта Роун    | Чери Девилль   | Дженна Сатива | Эбигейл Мэк      | Ванесса Веракрус | Шарлотта Стокли | Диллион Харпер | Адриана Чечик | Тара Морган | Саша Харт    |
| 2016 | Мерседес Каррера | Сара Лав        | Абелла Дейнджер | Кенна Джеймс   | Миа Малкова   | Райли Рид        | Серена Блэр      | Елена Йенсен    | Кэссиди Клейн  | Селеста Стар  | Каденс Люкс | Рина Скай    |
| 2017 | Бри Дэниелс      | Ума Джоли       | Алексис Фоукс   | Анджела Уайт   | Кристен Скотт | Эй Джей Эпплгейт | Джорджия Джонс   | Бретт Росси     | Эйприл О’Нил   | Пенни Пакс    | Кейша Грей  | Мелисса Мур  |
| 2018 | Пайпер Перри     | Брэнди Лав      | Элиза Джейн     | Скарлетт Сэйдж | Хлоя Черри    | Уитни Райт       | Минди Минк       | Кензи Ривз      | Алина Лопес    | Адрия Рэй     | Лина Пол    | Айви Вульф   |
| 2019 | Кира Нуар        | Аидра Фокс      | Джина Валентина | Эмили Уиллис   | Кендра Спейд  | Джейн Уайлд      | Индия Саммер     | Кэти Морган     | Карла Куш      | Джианна Диор  | Джиа Дерза  | Джейд Бейкер |

### Девушки года
| Год  | Модель          |
| ---- | --------------- |
| 2015 | Шайла Дженнингс |
| 2016 | Елена Йенсен    |
| 2017 | Эйприл О’Нил    |
| 2018 | Алина Лопес     |
| 2019 | Эмили Уиллис    |